# Allison Balson
Allison Balson (* 19. November 1969) ist eine US-amerikanische Schauspielerin und Sängerin.

## Karriere
Frühen Ruhm erlangte sie durch die Rolle der Nancy Oleson in der Serie Unsere kleine Farm (1981–1984). Nach Ende der Serie versuchte sie sich noch zweimal als Schauspielerin, zuletzt 1987 in Bestseller, wechselte jedoch in die Musikbranche. Ihre letzte CD Organic Time brachte sie 2005 auf den Markt.

## Filmografie (Auswahl)
- 1978: A Guide for the Married Woman
- 1980: The Life and Time of Eddie Roberts (Fernsehserie, 3 Folgen)
- 1980: Der Leichenwagen (The Hearse)
- 1981: Quincy (Quincy, M.E., Fernsehserie, 1 Folge)
- 1981: Kein Mord von der Stange (Looker)
- 1982: Two of Hearts
- 1981–1983: Unsere kleine Farm (Little House on the Prairie, Fernsehserie, 33 Folgen)
- 1983: Unsere kleine Farm – Alberts Wille (Little House: Look Back to Yesterday, Fernsehfilm)
- 1984: Unsere kleine Farm – Das Ende von Walnut Grove (Little House: The Last Farewell, Fernsehfilm)
- 1984: Unsere kleine Farm – Wo ist Rose? (Little House: Bless all the Dear Children, Fernsehfilm)
- 1986: Junge Schicksale (After School Specials)
- 1987: Der weiße Drache (Baily Smok)
- 1987: Bestseller (Best Seller)
- 2013: Broken Blood